# Ichthyochytrium vulgare
Ichthyochytrium vulgare är en svampart som beskrevs av Plehn 1920. Ichthyochytrium vulgare ingår i släktet Ichthyochytrium, ordningen Chytridiales, klassen Chytridiomycetes, divisionen pisksvampar och riket svampar.   Inga underarter finns listade i Catalogue of Life.